# كوكي إيشي
كوكي إيشي (باليابانية: 石井 光輝) (15 مارس 1995 في شيزوكا في اليابان – )؛ هو لاعب كرة قدم كان يلعب كلاعب وسط.

## وصلات خارجية
- كوكي إيشي على موقع رابطة كرة القدم اليابانية للمحترفين (اليابانية)
- كوكي إيشي على موقع قاعدة بيانات كرة القدم.إي يو (الإنجليزية)
- كوكي إيشي على موقع Soccerway.com (الإنجليزية)